# بير فريمان
بير فريمان (بالدنماركية: Per Frimann)‏ هانسن (ولد في 4 يونيو 1962) وهو لاعب كرة قدم دنماركي. وكان بلعب في موقع خط الوسط مع نادي أندرلخت البلجيكي وقد فاز معه بثلاث بطولات للدوري البلجيكي للدرجة الأولى إضافة إلى الفوز بكأس الاتحاد الأوربي سنة 1983 لعب 17 مباراة مع منتخب بلاده وسجل هدفا له.ومثل بلاده في كأس العالم سنة 1986 وبطولة الأمم الأوربية سنة 1988

## روابط خارجية
- بير فريمان على موقع قاعدة بيانات كرة القدم.إي يو (الإنجليزية)
- بير فريمان على موقع ناشيونال فوتبول تيمز (الإنجليزية)
- بير فريمان على موقع عالم كرة القدم.نت (الإنجليزية)